# Cordelle
Cordelle là một xã trong tỉnh Loire miền trung nước Pháp.